# Libifenici
(Diodoro Siculo, Biblioteca storica, XX, 55, 4, in Bondì, pp. 653-654)
I Libifenici (in greco antico: Λιβυφοίνικες?, Libuphòinikes; in latino Libyphoenices) erano una popolazione del Nord Africa sotto il dominio di Cartagine. Anche se la ricerca ammette il lato oscuro della denominazione, si ammette che il termine potrebbe intersecare popolazioni miste di africani e cartaginesi.
Sulla base dell'uso che ne fanno Strabone, Plinio il Vecchio e Tolomeo, vissuti dopo la conquista di Cartagine, il termine si sarebbe riferito alle popolazioni di lingua semitica insediate nelle regioni in precedenza sotto il dominio di Cartagine, nella costa fino alle colonne d'Ercole a Ovest. Secondo Theodor Mommsen erano tenuti a pagare le tasse e a fornire soldati a Cartagine. Secondo Eduard Meyer il termine si sarebbe riferito non alle singole persone ma alle città, per cui adopera la parola «Bundesgenossen» e avrebbero avuto un certo status. Secondo Brian H. Warmington, che si rifà a Polibio e Diodoro, il termine era usato per i fenici che abitavano nelle maggiori città costiere.
Sembra godessero di uno status giuridico superiore ai Libi e simile a quello dei Cartaginesi, avendo diritto d'epigamia.